# 이정협 (축구 선수)
이정협(李庭協, 1991년 6월 24일~)은 대한민국의 축구 선수이며 포지션은 스트라이커이다. 현재 천안 시티 FC이다. 2013년까지는 이정기(李廷記)라는 이름으로 활약하였으며 2014년 현재의 이름인 이정협으로 개명하였다.

## 구단 경력
2013년 부산 아이파크에 입단하여, 2013년 3월 10일 경남 FC와의 경기에서 데뷔전을 치렀다. 6월 1일 전북 현대와의 경기에서 데뷔 골에 이어 2호 골까지 터뜨리며 팀 승리를 이끌었다. 데뷔 시즌 총 리그 27경기에 출전하여 2골 2도움을 기록하였다. 이후 이름을 이정기에서 이정협으로 개명하였으며, 윤성효 감독의 제안으로 상주 상무에 지원하여 2013년 11월 입단하였다.
2015년 10월 12일 상주 상무에서의 군 복무를 마치고 원 소속팀인 부산으로 복귀하였으나, 부상으로 3경기 출전에 그쳤고, 승격 플레이오프에 출전하지 못한 채 끝내 부산의 강등을 지켜보기만 했다.
2015 시즌이 끝나고 K리그 클래식에서 뛰고 싶어하는 본인의 의지가 강했고, 이영재와 맞임대 형식의 트레이드로 울산 현대로 임대 이적했다. 2016년 4월 9일 광주 FC와의 경기에서 이적 후 첫 골을 기록하였으며 같은 해 9월 21일 성남 FC와의 경기에서는 후반 추가 시간 극적인 골을 터뜨려 팀의 2-1 역전승을 이끌었으며, 팀의 상위 스플릿 진출을 확정시켰다.
2016 시즌이 끝난 후, 울산과 1년 임대 계약이 끝난 이정협은 원 소속팀인 부산으로 복귀하였다.
3월 4일 성남 FC와의 리그 개막전에서 골을 성공시켰으며, 이후 국가대표 차출로 출전하지 못한 부천 FC 1995와의 경기를 제외한 전 경기에서 골을 성공시키는 연속골 행진을 이어갔으며, 4월 15일 수원 FC전을 통해 리그 개막후 6경기 연속골을 기록, 아드리아노가 대전 시티즌 소속으로 세운 리그 개막 후 최다연속골 기록과 타이를 이루었으며, 4월 22일 대전 시티즌과의 경기에서 선취골을 기록해 아드리아노를 제치고 리그 개막후 최다 연속골 기록을 성립하였다.
2018년 1월 22일 이정협은 일본 J1리그의 쇼난 벨마레로 1년간 임대 이적을 하였음이 공식 발표되었다.
2019시즌을 앞두고 부산으로 복귀했다. 2019년 4월 13일 열린 아산 무궁화와의 경기에서 멀티골을 기록하며 팀의 5-2 승리를 이끌었다. 2019시즌 31경기에 출전해 13골을 득점하며 팀의 승격에 공헌했다. 2020시즌에도 팀에 잔류했으며 2020년 5월 24일에 열린 울산 현대와의 경기에서 시즌 마수걸이 골을 기록했다.
2021시즌을 앞두고 경남 FC로 이적했다. 2021 시즌 여름 이적시장을 통해 K리그1 강원 FC로 이적하였다.

## 국가대표팀 경력
연령별 국가대표팀에 소집된 경력은 없으나 소속팀에서의 활약을 바탕으로 2014년 12월 22일에 발표된 2015 AFC 아시안컵 최종 명단에 포함되었다. 아시안컵을 앞두고 2015년 1월 4일 시드니에서 열린 사우디아라비아전 후반전에 조영철과 교체되어 A매치에 데뷔한 그는, 인저리타임 때 대표팀의 2번째 골을 성공시키며 A매치 데뷔 골까지 성공했다. 하지만 오스트레일리아 축구 연맹이 AFC 및 피파에 사전 보고를 하지 않아 피파에서 A매치로 이 경기를 인정하지 않았고, 때문에 이정협의 A매치 데뷔전은 아시안컵 오만전, A매치 데뷔골은 아시안컵 오스트레일리아전이 되었다.
2015년 AFC 아시안컵 조별리그 3차전인 오스트레일리아전에서 A매치에 첫 선발 출장한 그는 결승골을 성공시켜 대한민국의 1-0 승리에 기여했다. 대한민국과 이라크의 2015 AFC 아시안컵 준결승전에서 전반 20분 헤딩으로 선제골을 성공시켰고 후반전에는 김영권의 골을 어시스트하여 공격포인트 2개를 기록하였다. 비록 결승전에서 오스트레일리아에게 패해 준우승에 그쳤지만, 그는 국가대표팀에서 3골을 넣은 손흥민 다음으로 많은 득점을 올렸다.
2015년 6월 11일, 그는 아랍에미리트와의 평가전에서 1골을 넣으면서 통산 A매치 3호골을 기록하였다.
같은 해 7월 20일 발표된 2015 동아시안컵 최종 명단에 포함되었다.
2015년 8월 24일 월드컵 예선 라오스전 및 레바논전 명단에 포함되었으나, 8월 26일 K리그 챌린지 경남 FC와의 원정 경기에서 경남 FC 배효성과의 충돌로 안면 복합 골절상을 입어 낙마하였다.
2016년 3월 14일 월드컵 예선 레바논전 및 태국전 친선경기 명단에 포함되어 7개월 만에 복귀하였고, 레바논전에서 결승골을 기록하였다.
2017년 EAFF E-1 풋볼 챔피언십에 참여하는 대표팀 명단에 포함되었다.
2019년 6월 A매치 일정을 앞두고 1년 반 만에 대표팀에 복귀했다.

## 경력 통계

### 국가대표 득점 기록
※ 2015년 1월 4일 친선경기 사우디아라비아전 득점은 오스트레일리아 축구 연맹이 AFC 및 피파에 사전 보고를 하지 않아 A매치로 불인정되어 득점에 포함되지 않음
| # | 경기일     | 경기장소                                        | 상대팀         | 득점  | 결과  | 비고                                    |
| - | ---------- | ----------------------------------------------- | -------------- | ----- | ----- | --------------------------------------- |
| 1 | 2015/01/17 | 오스트레일리아, 브리즈번, 선콥 스타디움         | 오스트레일리아 | 1 – 0 | 1 – 0 | 2015년 AFC 아시안컵 조별 예선           |
| 2 | 2015/01/26 | 오스트레일리아, 시드니, 스타디움 오스트레일리아 | 이라크         | 1 – 0 | 2 – 0 | 2015년 AFC 아시안컵 4강                 |
| 3 | 2015/06/11 | 말레이시아, 쿠알라룸푸르, 샤알람 스타디움       | 아랍에미리트   | 3 – 0 | 3 – 0 | 친선 경기                               |
| 4 | 2016/03/24 | 대한민국, 안산, 안산와스타디움                  | 레바논         | 1 – 0 | 1 – 0 | 2018년 FIFA 월드컵 아시아 지역 2차 예선 |
| 5 | 2016/11/11 | 대한민국, 천안, 천안종합운동장                  | 캐나다         | 2 – 0 | 2 – 0 | 친선 경기                               |

## 가족관계
- 배우자 : 오세인 (2020년 8월 16일 ~ )

## 그 외
2013년 당시 팀 동료였던 이원영이 개명 후 좋은 활약을 펼치는 것을 보고 개명을 결심하였다고 밝혔다.
또한 슈틸리케가 군인 신분이였던 이정협을 깜짝발탁하며 군데렐라, 슈틸리케의 황태자라는 별명을 얻기도 하였다.
2016년 6월 8일에 울산 현대의 메인스폰서인 현대오일뱅크와 함께 현대오일뱅크 주유소의 일일 주유원으로 활동하였다.

## 수상 내역

### 국가대표
대한민국
- AFC 아시안컵 : 준우승 (2015)
- EAFF 동아시안컵 : 우승 (2015, 2017, 2019)

### 구단
부산 아이파크
- FA컵 : 준우승 (2017)
- K리그2 준우승: (2019)

### 개인
개인
- 2012년 제43회 전국추계대학축구연맹전 득점상
- 2009년 부산MBC고교축구대회 최우수선수상
- K리그 챌린지 베스트 11 : (2017)

## 등번호

### K리그
- 26 (2013년,  부산 아이파크)
- 26 (2014년,  상주 상무)
- 18 (2015년,  상주 상무)
- 25 (2015년,  부산 아이파크)
- 18 (2016년,  울산 현대)
- 18 (2017년 ~ 2020년,  부산 아이파크)
- 9 (2018년,  쇼난 벨마레)
- 18 (2021년,  경남 FC)
- 18 (2021년 ~ 현재,  강원 FC)